# Retusigaster brevitarsis
Retusigaster brevitarsis är en stekelart som först beskrevs av Mao 1949.  Retusigaster brevitarsis ingår i släktet Retusigaster och familjen bracksteklar. Inga underarter finns listade i Catalogue of Life.